# Stausee Hengsen
Der Stausee Hengsen ist ein Stausee an der Ruhr zur Trinkwassergewinnung. Der Name des Sees stammt vom Holzwickeder Ortsteil Hengsen, in dem der See liegt. Beim Bau des Sees war Hengsen noch eine eigenständige Gemeinde. In Schwerte ist er auch als Geisecker See bekannt, da er direkt an Schwerte-Geisecke grenzt. Die Ornithologen bezeichnen ihn in ihren Beobachtungsberichten auch als Geiseckesee. Im Gewässernetz NRW wird der See als Staubecken-Schwerte-Geisecke geführt.

## Beschreibung

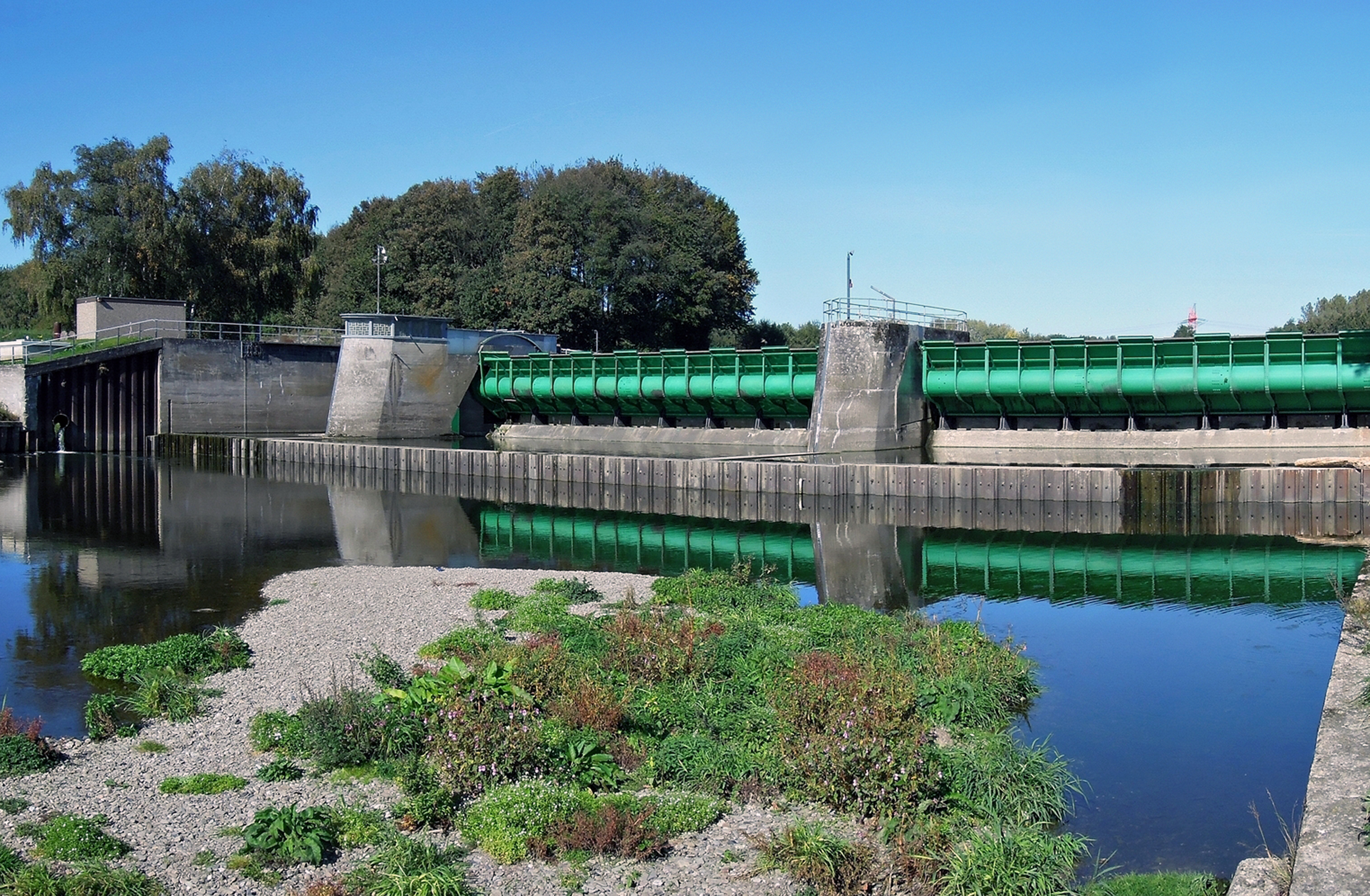
Die Wehrklappen am Einleitungsbauwerk in der Ruhr

Der See liegt nördlich des Flusslaufs der Ruhr und im Süden der Gemeinde Holzwickede. Direkt nördlich des Sees grenzt das Naturschutzgebiet Bahnwald an. Mitten im See liegt eine kleine, früher baumbestandene Insel mit einer Fläche von ca. 250 m².
Im Gegensatz zu den fünf großen Ruhrstauseen fließt der Hauptlauf der Ruhr neben dem See. Die Ruhr wird zur Füllung des Sees über ein Wehr angestaut. Die Fläche zwischen dem Stausee und der Ruhr bildet eine Insel. Sie ist unter Wasserwirtschaftlern und Hydrologen auch als Insel Hengsen bekannt. Am südwestlichen Ende des Sees fließt das Wasser zurück in die Ruhr. Insbesondere fließt der See nicht in den Mühlenstrang, einem ehemaligen Seitenarm der Ruhr, der sich in unmittelbarer Nähe befindet.
Der See gehört mit weiteren umliegenden Liegenschaften zum Wasserwerk Hengsen der Dortmunder Energie- und Wasserversorgung (DEW). Im Rahmen des Wasserwerkbetriebs dient der See zur Sedimentation und Grundwasseranreicherung.

## Geschichte des Sees
Der See wurde 1937 zur Wassergewinnung angelegt. Die landwirtschaftliche und touristische Nutzung des Umlandes wurde durch gesetzliche Regelungen zum Trinkwasserschutz immer weiter reduziert. Während in den 1950er Jahren das in unmittelbarer Nähe des Sees gelegene Haus Ruhr/Lappenhausen noch ein Freizeittreffpunkt mit Gastronomie war, wurden alle Gebäude bis 1973 von der DEW eingeebnet. Auch der Badebetrieb beim Wellenbad wurde eingestellt.

## Natur und Tourismus am Hengsener See

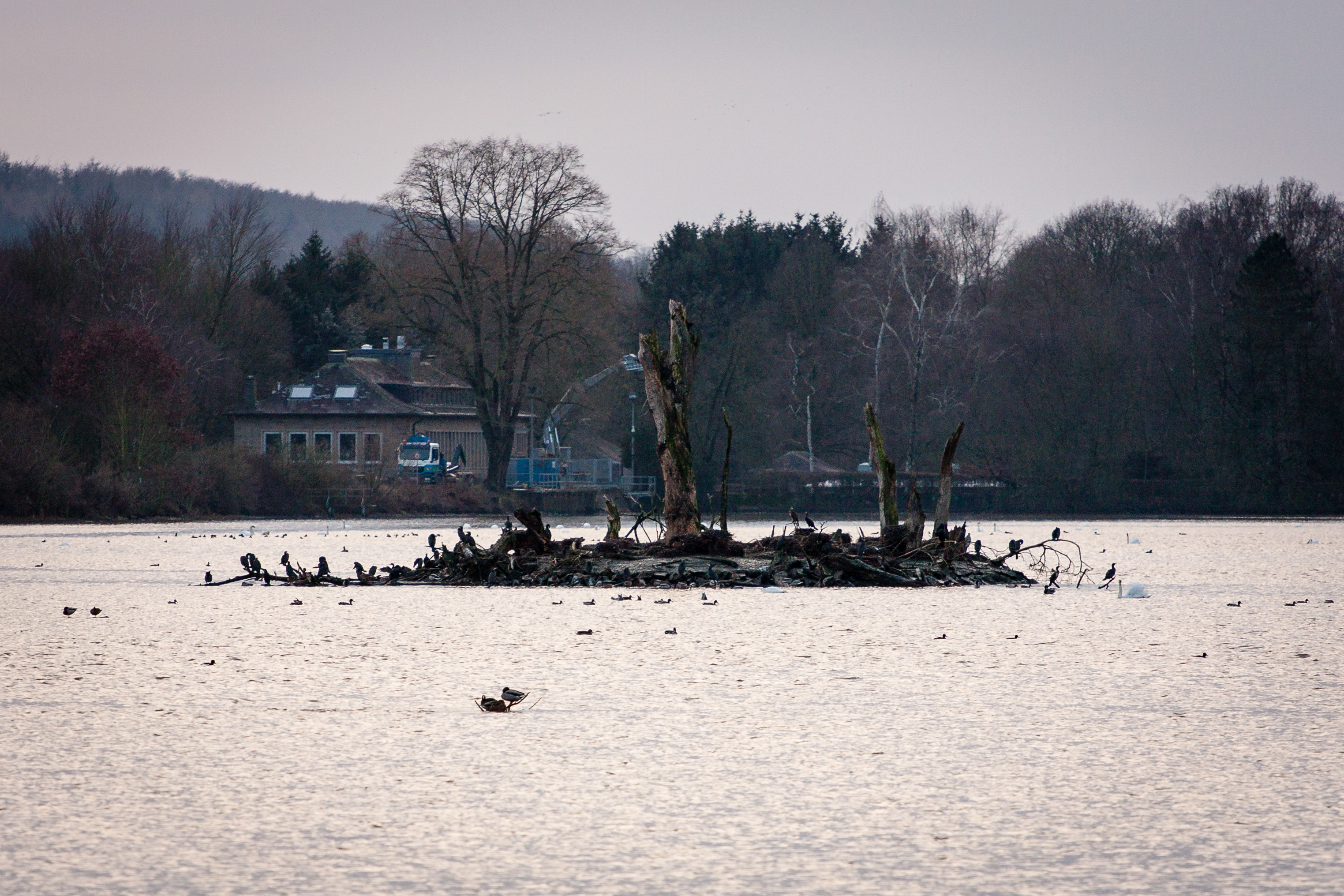
Insel im Stausee

Die Nutzung zur Trinkwassergewinnung setzt der touristischen Nutzung heute engste Grenzen. Ein Spazierweg führt am Seebeginn im Westen ein Stück direkt am Ufer entlang und gibt den Blick auf den idyllisch gelegenen See mit seiner Insel frei.
Diese ruhige Lage begünstigt auch die gefährdete Tierwelt. Seit 1993 existiert auf der Insel im Stausee eine Brutkolonie von Kormoranen, deren konzentrierte Exkremente den Bewuchs der Insel im Laufe von 15 Jahren allerdings weitgehend zerstört haben.